# Блуме, Пернилле
Перни́лле Блу́ме (дат. Pernille Blume; род. 14 мая 1994, Херлев, Копенгаген) — датская пловчиха, чемпионка и бронзовый призёр Олимпийских игр 2016 года. Лучшая спортсменка Дании 2016 года. Бронзовый призёр Олимпийских игр 2020 в Токио.

## Карьера
Участница Олимпийских игр 2012 и 2016 годов. В Рио-де-Жанейро Блуме выиграла дистанцию 50 метров вольным стилем с национальным рекордом, а также вместе с Мие Нильсон, Рикке Мёллер Педерсен и Джанетт Оттесен установила европейский рекорд и завоевала бронзу в комбинированной эстафете 4×100 метров, уступив командам Австралии и США. Через год на чемпионате мира Блуме выиграла бронзовую медаль на дистанции 100 метров вольным стилем.
Чемпионка Европы 2014 года в комбинированной эстафете 4×100 метров и обладательница 11-ти наград, в том числе 7-ми золотых, чемпионатов мира и Европы на короткой воде в эстафетах.
На церемонии закрытия Олимпийских игр 2016 была знаменосцем своей страны.
В мае 2021 года на чемпионате Европы, который состоялся в Венгрии в Будапеште, Пернилле на дистанции 50 метров вольным стилем завоевала серебряную медаль, показав время 24,17 секунды.